# Okupacja'81
Okupacja'81 – zespół grający muzykę punk rock, powstały w Łodzi w 1987 roku w składzie: Lucjan (Łysy) Smyczek – wokal, Arkadiusz (Arbuz) Andrzejczak – bas, Krzysztof (Metyl) Sadłowski – gitara, Krzysztof (Student) Laskus – perkusja.

## Historia zespołu
Debiut zespołu miał miejsce w klubie Kontrasty w Szczecinie podczas występu z Moskwą i Deuterem. Okupacja '81 koncertowała w Łodzi, m.in. w Bistona ’87, podczas Przeglądu Zespołów Amatorskich Garaż ’88 w Domu Kultury „Lutnia”, w Centrum Kultury Młodych przy ul. Lokatorskiej, Hali Sportowej z zespołem Rzeźnia nr 5, oraz w Warszawie – w Klubie Karuzela. Ukoronowaniem działań był występ na małej scenie Festiwalu Muzyków Rockowych w Jarocinie, po którym zespół otrzymał ponad 2000 listów od fanów z całej Polski. Pod koniec 1988 roku zespół zawiesił działalność. W tym czasie perkusista rozpoczął współpracę z zespołem Moskwa (1988-1991). W sierpniu 2022 roku zespół reaktywował się w składzie: Krzysztof Laskus – perkusja, Krzysztof Sadłowski – gitara, Piotr Zieliński – bas, Piotr Gilewski – wokal. Pierwszy koncert po dwóch miesiącach od reaktywacji zespół zagrał na Punk Rock Estrada w Domu Kultury przy ul. Żubardzkiej w listopadzie 2022, oraz w Czeskiej Saunie w marcu 2023, rozpoczynając koncerty w kraju.

## Dyskografia
Już w grudniu tego samego roku zespół nagrywał w studio nowe wersje starych kawałków, a w czerwcu 2023 roku ukazało się wydawnictwo pt. „Lecą bomby na twój dom”, zawierające 2 płyty z nowymi wersjami utworów, archiwaliami, m.in. występ w Jarocinie, oraz innymi kawałkami. Obecnie (styczeń 2024) kapela kończy materiał na kolejną płytę. Sesja odbędzie się w lutym.

## Skład zespołu
Krzysztof Laskus – perkusja
Krzysztof Sadłowski – gitara
Bartłomiej Maleszka – bas
Piotr Gilewski – wokal

### Byli muzycy
Lucjan Smyczek – wokal
Arkadiusz Andrzejczak – bas
Piotr Mielczarek – gitara
Piotr Zieliński – bas